# Birrisito
Birrisito – dystrykt w Kostaryce, w kantonie Paraíso, w prowincji Cartago.

## Geografia
Birrisito ma powierzchnię 7,5 kilometrów kwadratowych i leży na wysokości 1 325 m n.p.m..

## Demografia
Według spisu z 2011 roku dzielnica nie została utworzona, a jej ludność wchodziła w skład dystryktu Paraíso.

## Transport

### Transport drogowy
Przez dystrykt Birrisito biegną następujące drogi krajowe:
- Droga krajowa nr 10
- Droga krajowa nr 224